# 페이지마스터
《페이지마스터》(The Pagemaster)는 미국에서 제작된 픽소트 헌트 감독의 1994년 애니메이션 영화이다. 맥컬리 컬킨 등이 주연으로 출연하였고 폴 게츠 등이 제작에 참여하였다. 1994년 11월 23일 20세기 폭스에 의해 개봉되었다.

## 출연

### 주연
- 맥컬리 컬킨 ... 리차드 타일러 역
- 크리스토퍼 로이드 ... 미스터 드웨이/페이지마스터 역
- 에드 비글리 주니어 ... 알랜 타일러 역
- 멜 해리스 ... 클레어 타일러 역

### 조연
- 패트릭 스튜어트 ... 어드벤처 목소리 역
- 우피 골드버그 ... 판타지 목소리 역
- 프랭크 웰커 ... 호러/드래곤 목소리 역
- 레너드 니모이 ... 지킬 박사/하이드 씨 목소리 역
- 조지 헌 아하브 선장 목소리 역
- 도리안 헤어우드 ... 자메이카 해적들 목소리 역
- 에드 길버트 ...조지 메리 목소리 역
- 리차드 에드먼 ... 해적 목소리 1 역
- 페르난도 에스칸던 ... 해적 목소리 2 역
- 로버트 피카르도 ... 해적 목소리 3 역
- 필 하트만 ... 톰 모건 목소리 역
- 짐 커밍스 ... 롱 존 실버 목소리 역
- B.J. 워드 ... 하트 여왕 목소리 역

## 기타
- 미술: 게이 로렌스
- 미술: 로이 포지 스미스
- 미술: 발레리오 벤츄라
- 의상: 로빈 루이스-웨스트

## 한국어 더빙 성우진(SBS)
- 박영남 - 리차드 (맥컬리 컬킨)
- 김정호 - 페이지 마스터 (크리스토퍼 로이드)
- 한상덕
- 노민
- 홍승옥
- 유해무
- 박영화
- 김순영
- 한호웅
- 김소형
- 오인성